# Vrbnje
Vrbnje este o localitate din comuna Radovljica, Slovenia, cu o populație de 336 de locuitori.